# Abuja
Abuja of Aboedja is de hoofdstad van Nigeria in westelijk Afrika. Toen in 1976 werd besloten dat de nationale hoofdstad niet meer Lagos zou zijn, werd een hoofdstad gekozen dicht bij het centrum van het land. De geplande stad werd gevestigd in het centrum van het Federal Capital Territory, het federaal hoofdstedelijk territorium. Abuja werd officieel de hoofdstad van Nigeria in 1991. 
Tussen 2000 en 2010 groeide de bevolking met 139,7% volgens de Verenigde Naties. Dit maakt de stad de snelst groeiende stad ter wereld. In 2022 had de stad naar schatting 2,7 miljoen inwoners.
De meeste landen verplaatsten hun ambassades naar Abuja en handhaven hun grotere vroegere ambassades als consulaten in Lagos, het grootste centrum van economische activiteit.
In de nabijheid ligt het Nnamdi Azikiwe International Airport.
Net zoals elders lijdt Abuja onder het shariaconflict in Nigeria. Op 25 december 2011 vond een aanslag plaats op de Sint-Theresakerk in de voorstad Madalla. Hierbij kwamen 37 personen om het leven.

## Geboren in Abuja
- John Owoeri (1987), voetballer
- Kehinde Fatai (1990), voetballer
- Ramon Azeez (1992), voetballer
- George Bello (2000), voetballer